# (2062) Атон
(2062) Атон (лат. Aten) — небольшой околоземный астероид, возглавляющий группу атонов. Он был открыт 7 января 1976 американским астрономом Элеанорой Хелин в обсерватории Паломар и назван честь Атона, египетского бога солнечного диска, монотеистический культ которого был введён фараоном Эхнатоном.
- Орбита астероида Атон и его положение в Солнечной системе

Данный астероид примечателен прежде всего параметрами своей орбиты. В результате астероид преимущественно движется внутри земной орбиты и пересекает её изнутри Солнечной системы. Такая необычная орбита послужила основанием для выделения её в особую категорию околоземных астероидов, большая полуось которых меньше единицы, а афелий больше перигелия Земли. Эта категория астероидов получила название в честь своего первого представителя. По состоянию на ноябрь 2011 года группа Атона включает в себя 678 астероидов, из них 93 нумерованных, а около 10 имеют собственные имена.